# Půta Švihovský z Rýzmberka
Půta Švihovský z Rýzmberka (1450–1452 – 24. července 1504) byl český šlechtic z rodu Švihovských z Rýzmberka. Za vlády krále Vladislava Jagellonského zastával úřad nejvyššího zemského sudího, podnikal diplomatické cesty a podílel se na přípravě Vladislavského zřízení zemského. Významně rozšířil rodový majetek a zařadil se mezi nejbohatší šlechtice v zemi.

## Život
Narodil se v někdy mezi lety 1450 a 1452. Jeho rodiči byli Vilém III. Švihovský z Rýzmberka s manželkou Scholastikou ze Žerotína. Vilém býval známým válečníkem, který v době husitských válek významně podporoval Zikmunda Lucemburského, ale v době Půtova dětství mu přestaly sloužit oči, a proto se stáhl na panství, kde chtěl v klidu strávit zbytek života. Roku 1461 sepsal závěť a o dva roky později byl již mrtvý.

### Kariéra
Poručníkem nezletilého Půty se stal jeho bezdětný bratranec Vilém mladší z Rýzmberka, syn otcova bratra Jana z Rýzmberka. Král Vladislav Jagellonský Vilémovi roku 1474 povolil převést všechna jeho privilegia na Půtu. Půta předtím na konci šedesátých let patnáctého století studoval v Lipsku a podnikl poznávací cestu po Evropě. Již roku 1479 se stal nejvyšším zemským sudím. V královských službách absolvoval cestu do Říma, kde spolu s dalšími šlechtici za krále složil slib poslušnosti papežské kurii. Podílel se také na přípravě Vladislavského zřízení zemského, které král vydal v roce 1500.
Půta Švihovský zemřel dne 24. července 1504 na Rabí. Pohřben byl v horažďovickém minoritském klášteře, který nechal roku 1501 založit.

### Majetek a stavební činnost
K hlavním Půtovým panstvím patřily hrady a města Švihov, Rabí, Horažďovice, Přeštice, Roudnice nad Labem, Střela, Bezděkov, Nový Herštejn. Vlastnil také knížectví kozelské a postupně koupil nebo jako královskou odúmrť získal Osvračín, Zavlekov, Frymburk, Pušperk nebo Černíkov a množství dalších tvrzí a vesnic. Od krále Vladislava obdržel svolení postavit nebo přestavět čtyři zámky, na základě kterého vybudoval nové opevnění Švihova a Rabí, kde kromě samotného hradu nechal opevnit i městečko. Obě přestavby pravděpodobně realizoval stavitel Benedikt Ried (Rejt). Švihov i Rabí byly vybaveny systémem dělostřeleckých bašt, aby vyhovovaly obranným nárokům konce patnáctého století, souvisejícím s vývojem palných zbraní. V přestavbě hradu Rabí pokračovali také Půtovi synové Břetislav a Vilém, nicméně z důvodu velkých finančních výdajů a značného zadlužení byli nuceni stavební dílo provizorně ukončit s tím, že později se bude ve stavebních úpravách pokračovat. Obranný systém však již nikdy nebyl dokončen. Aby mohl Půta Švihovský tak nákladné stavební aktivity financovat, byl nucen zvyšovat daňové zatížení a robotní povinnosti svých poddaných. Z tohoto důvodu nebyl mezi poddanými oblíben a kolem jeho osoby vznikla řada pověstí.
Velikostí majetku patřil k nejbohatším šlechticům v zemi. Patřil mezi schopné hospodáře, ale v lidových pověstech je líčen jako pyšný a k poddaným krutý pán.

## Rodina
Půta se oženil s Bohunkou Meziříčskou z Lomnice. Narodili se jim dvě dcery a čtyři synové: 
- Kateřina († 1540) ∞ Zdeněk Lev z Rožmitálu
- Johanna († 1529) ∞ Jan II. ze Šternberka
- Břetislav († 10. června 1566) ∞ N. ze Šelmberka
- Jindřich († červen 1551) ∞ Voršila Minsterberská
- Vilém († 1551) ∞ 1. manželka Anna z Gutštejna, ∞ 2. manželka Anna z Klenového
- Václav († 1505) ∞ Anna Bezdružická z Kolovrat

## Pověst o opičí dani
Duch Půty Švihovského má dle lidových pověstí strašit na hradech Prácheň, Švihov i na Rabí, kde měla zůstat i díra ve stropě po čertovi, který Půtu odnesl do pekel. K hradu Rabí se váže i pověst o tzv. opičí dani. Půta za své služby na dvoře Vladislava Jagellonského měl získat cenné zvíře – opici – kterou choval v zajetí na hradě. Jednou však opice utekla a obyvatelé nedaleké vesnice Hejná v přesvědčení, že se jedná o čerta, zvíře lapili, nabodli na vidle a očekávajíc pochvalu či odměnu, že zneškodnili pekelného tvora, donesli mrtvou opici na hrad. Půta se rozlítil a na poddané vesnice měl uvalit tuto speciální daň. Jádro pověsti bude zřejmě odvozeno od tzv. opicné daně, čili daně z píce.